# Butler County (Pennsylvania)
Butler County ist ein County im Bundesstaat Pennsylvania der Vereinigten Staaten. Bei der Volkszählung im Jahr 2020 hatte das County 193.763 Einwohner und eine Bevölkerungsdichte von 95 Einwohner pro Quadratkilometer. Der Verwaltungssitz (County Seat) ist Butler.

## Geschichte
Das County wurde am 12. März 1800 gegründet und ist nach dem General aus dem Amerikanischen Unabhängigkeitskrieg, Richard Butler, benannt.
Ein Ort im County hat den Status einer National Historic Landmark, der Harmony Historic District. Elf Bauwerke und Stätten des Countys sind im National Register of Historic Places (NRHP) eingetragen (Stand 20. Juli 2018).

## Geographie
Das County hat eine Fläche von 2058 Quadratkilometern, wovon 16 Quadratkilometer Wasserfläche sind.

## Städte und Ortschaften

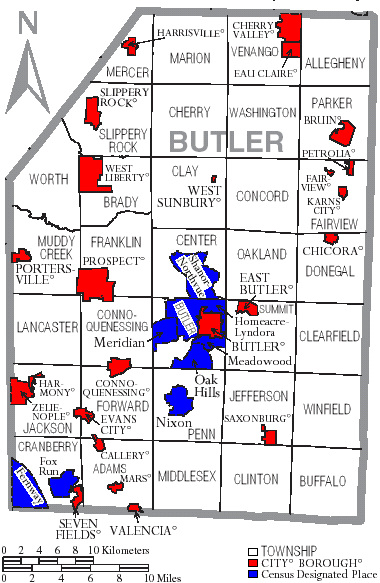
Karte des Butler Countys

| - Adams Township - Allegheny Township - Brady Township - Bruin - Buffalo Township - Butler Township - Butler - Callery - Center Township - Cherry Township - Cherry Valley - Chicora - Clay Township - Clearfield Township - Clinton Township - Concord Township - Connoquenessing Township - Connoquenessing - Cranberry Township - Donegal Township - East Butler - Eau Claire | - Evans City - Fairview Township - Fairview - Fernway - Forward Township - Fox Run - Franklin Township - Harmony - Harrisville - Homeacre-Lyndora - Jackson Township - Jefferson Township - Karns City - Lancaster Township - Marion Township - Mars - Meadowood - Mercer Township - Meridian - Middlesex Township - Muddy Creek Township - Nixon | - Oak Hills - Oakland Township - Parker Township - Penn Township - Petrolia - Portersville - Prospect - Saxonburg - Seven Fields - Shanor-Northvue - Slippery Rock Township - Slippery Rock - Summit Township - Valencia - Venango Township - Washington Township - West Liberty - West Sunbury - Winfield Township - Worth Township - Zelienople |